# Огородный (Ростовская область)
Огоро́дный — посёлок в Аксайском районе Ростовской области.
Входит в состав Щепкинского сельского поселения.

## География
Посёлок находится на берегу реки Тузлов, на расстоянии 35 км (по автодорогам) к северу от города Аксай, административного центра района. Рядом с посёлком проходит граница с Родионово-Несветайским районом.

## Население
| 1989 | 2002 | 2010 |
| ---- | ---- | ---- |
| 10   | ↗12  | ↗22  |

## Улицы
В посёлке имеется одна улица: Огородная.